# 桑岛 (法国)
桑岛（法語：Île de Sein，法語發音：[il də sɛ̃]）法国布列塔尼西海岸外的一座岛屿，也是同名市镇的主要组成部分，距离角拉角8千米。